# Ongebroken verzet

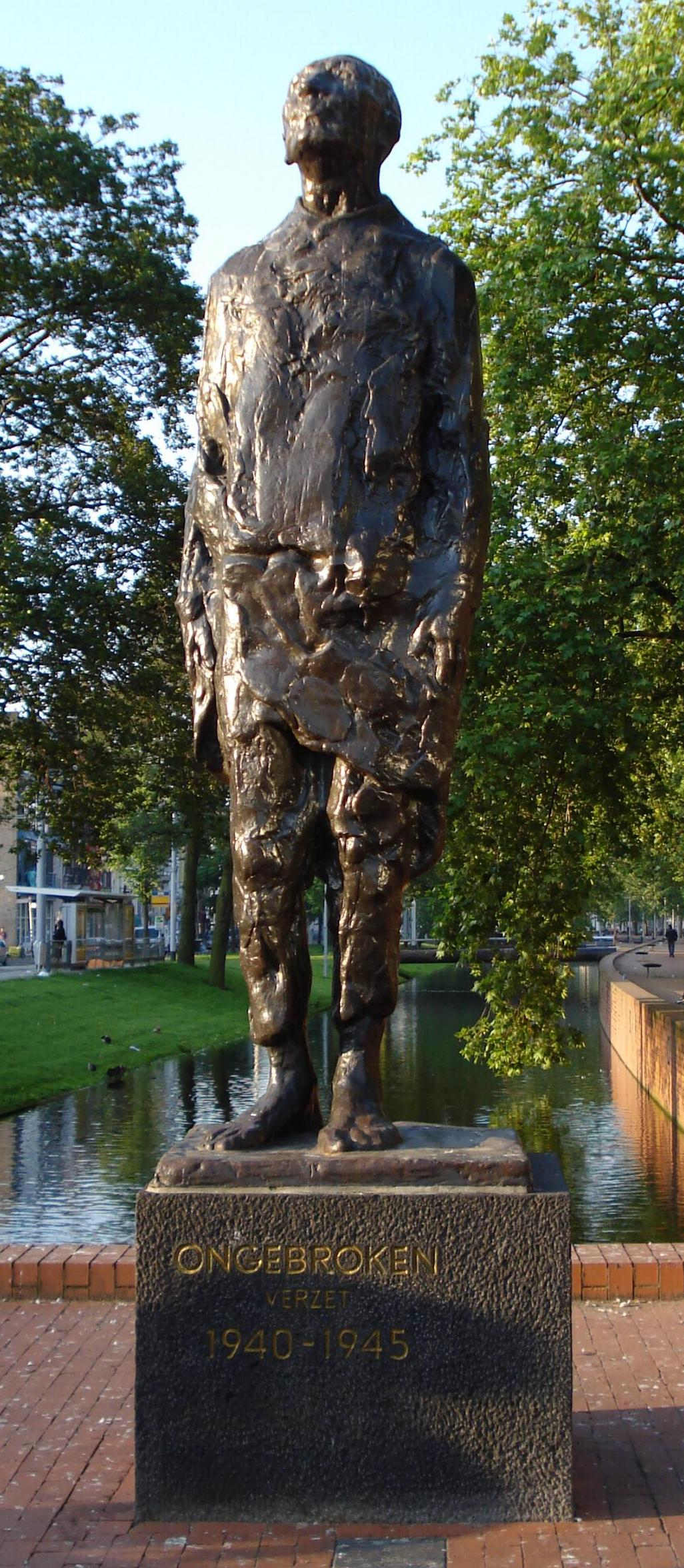
Monument ongebroken verzet, Rotterdam

Het monument Ongebroken verzet is een oorlogsmonument in Rotterdam. Het herdenkt omgekomen Rotterdamse verzetmensen in de Tweede Wereldoorlog en Rotterdamse gevallenen in het algemeen.

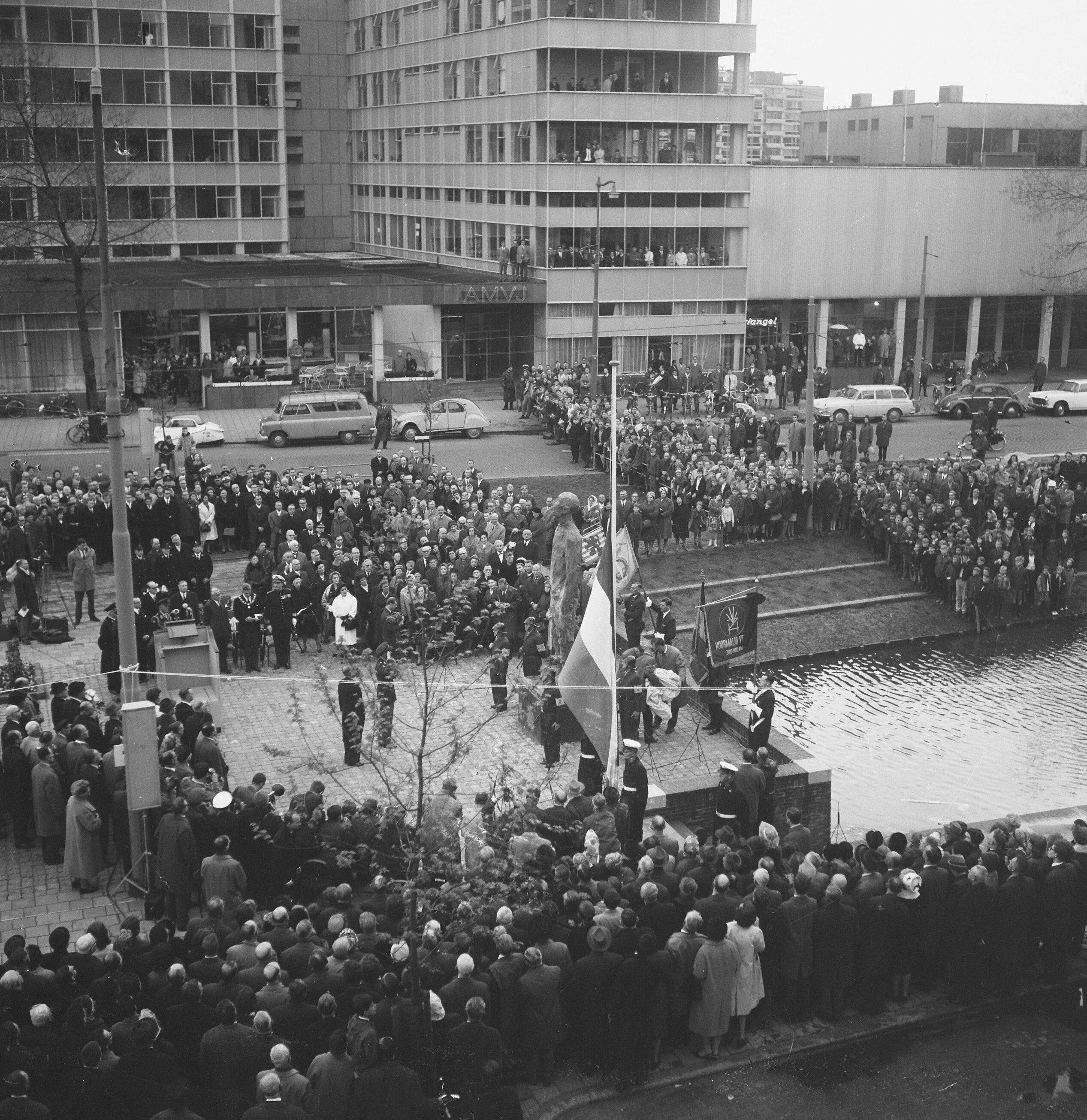
Onthulling op 4 mei 1965.

## Onthulling
Het monument van Hubert van Lith werd op 4 mei 1965 door prins Bernhard onthuld aan het begin van de Westersingel. Het bronzen kunstwerk symboliseert "het ongebroken verzet": een staande man met rechte rug en geheven hoofd. Volgens een toelichting heeft deze man in een concentratiekamp gezeten, getuige zijn gescheurde kleren. Het monument beeldt het moment van fusillade uit, waarbij de man desondanks 'ongebroken zijn ogen ten hemel' richt. Het verwijst naar zowel omgekomen verzetsmensen als naar gevallenen in het algemeen.

## Tekst
Op het voetstuk staat de volgende tekst:
'ONGEBROKEN
VERZET 1940-1945'
Omdat het monument pas na veel discussie tot stand gekomen was, werd het woord 'Ongebroken' groter afgebeeld dan 'verzet'. Er was namelijk een groep die vond dat het monument niet enkel voor het verzet moest worden opgericht, maar voor alle Rotterdamse gevallenen. Op deze manier werd aan die wens tegemoetgekomen.

## Andere versies
- Op Algemene Begraafplaats Driemond staat een voorstudie die Van Lith van Onverbroken verzet gemaakt had. Deze werd bij Van Liths begrafenis op het graf geplaatst en is na grafruiming op de begraafplaats blijven staan.[6]
- In Oorlogsmuseum Overloon staat een natuurstenen replica van het kunstwerk.[2]